# Chatham (Schiff, 1912)
Die vierzehnte HMS Chatham der Royal Navy war ein Leichter Kreuzer der Town-Klasse, die im Ersten Weltkrieg im Mittelmeer eingesetzt wurde, aber auch am Aufspüren des deutschen Kleinen Kreuzers Königsberg im Rufiji-Delta in Ostafrika wesentlich beteiligt war.
1920 bis 1924 diente der Kreuzer in der New Zealand Division der Royal Navy, dann als Flaggschiff auf der Station in Indien. Nach der Rückkehr in die Heimat wurde er am 13. Juli 1926 zum Abbruch verkauft.

## Baugeschichte
Nach ihrer Kiellegung am 3. Januar 1911 lief die Chatham am 9. November 1911 beim Chatham Dockyard vom Stapel und wurde im Dezember 1912 fertiggestellt. Der Leichte Kreuzer Chatham war das Typschiff der gleichnamigen Untergruppe der Town-Klasse. Die Chatham-Gruppe wurde im Haushalt 1911 bestellt und zwischen 1912 und 1916 in Dienst gestellt. Sie bestand aus drei Schiffen für die Royal Navy: Chatham, Dublin, Southampton und drei Schiffen nach denselben Konstruktionsplänen für die neu geschaffene Royal Australian Navy: Melbourne, Sydney, Brisbane, die dort als Sydney-Klasse bezeichnet wurden und von denen die 1916 fertiggestellte Brisbane der erste in Australien gebaute Kreuzer war.
Diese sechs unterschieden sich nur geringfügig von den neun Schiffen der beiden vorangegangenen Gruppen. Das Panzerdeck war schwächer, um den Einbau eines Wasserlinienpanzer zu erlauben. Die Verdrängung stieg auf 6.000 Tonnen und der Bug war ausladender als der ihrer Vorgänger. Die Bewaffnung bestand aus acht 6-Zoll-(152-mm)-Einzelgeschützen, die durch Schilde geschützt waren und soweit auseinander standen, dass ein einzelner Treffer nicht mehrere außer Gefecht setzen konnte. Es gab keine leichte Artillerie, aber schon bei der Indienststellung vier 3-Pfünder-Kanonen zur Luftabwehr. Im Lauf des Krieges wurde die Luftabwehrbewaffnung durch vier 3-Zoll-(76-mm)-Luftabwehrgeschütze verstärkt.

## Erste Einsätze
Die Chatham wurde nach der Indienststellung dem Zweiten Schlachtgeschwader zugeteilt. Im Juli 1913 kam sie zur „1st Light Cruiser Squadron“ der Home Fleet. Schon Ende des Jahres wurde sie jedoch zur „2nd Light Cruiser Squadron“ ins Mittelmeer geschickt, wo sie auch beim Kriegsausbruch 1914 stationiert war.

## Kriegseinsatz

### Verfolgung der deutschen Mittelmeer-Division
Die Chatham gehörte zur „2nd Light Cruiser Squadron“ der  britischen Mittelmeerflotte und nahm an der Verfolgung der deutschen Mittelmeerdivision, bestehend aus Goeben und Breslau, teil. Am 2. August verließ die Chatham um 17:12 Uhr Malta zur Aufklärung Messinas, von wo die deutschen Schiffe zuletzt gemeldet worden waren. Am 3. August meldete die Chatham um 7:30 Uhr, dass die Deutschen Messina verlassen hatten. Sie suchte dann die sizilianische Nordküste ab und kehrte nach Malta zurück. Am 4. August brachte sie den deutschen Frachter Goldenfels auf und schickte ihn mit einem Prisenkommando nach Malta. Am 5. August patrouillierte sie nahe Pantelleria, um einen erneuten Vorstoß der deutschen Mittelmeerdivision in Richtung Französisch-Nordafrika zu melden oder gegebenenfalls einen Vorstoß der Breslau allein zu stoppen. Am 6. August wurde sie dann um die Nordseite Siziliens zum Nordausgang der Straße von Messina geschickt, wo sie auch nach dem Auslaufen der deutschen Mittelmeerdivision verblieb.
Im September wurde die Chatham (Captain Sidney R. Drury-Lowe) in das Rote Meer verlegt, um deutsche Handelsschiffe zu kapern.

### Suche nach derKönigsberg
Die Versenkung der Pegasus am 20. September 1914 vor Sansibar führte zur Abordnung der Chatham und weiterer moderner Kreuzer an die ostafrikanische Küste, um der Königsberg überlegene Kreuzer entgegenzustellen. Bei einer Durchsuchung des deutschen Handelsschiffes Präsident im Hafen von Lindi fanden Männer der Chatham eine Quittung für eine Kohlenladung an die Königsberg. Darauf war auch der Ort Ssalale – eine Station im Delta des Rufiji – vermerkt. Die Chatham war dann das Schiff, das den deutschen Kreuzer zuerst in seinem Versteck im Rufiji-Delta am 30. Oktober entdeckte. Allerdings war es ihr nicht möglich, in das Delta einzulaufen. Auch befand sich das Versteck außerhalb der Reichweite ihrer Geschütze.

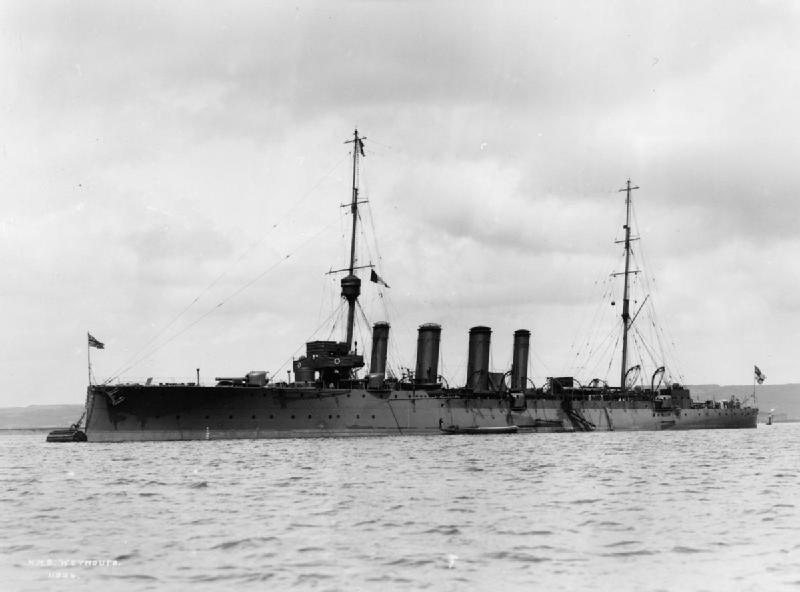
Die Weymouth

Am 5. November trafen zwei weitere Kreuzer der Town-Klasse vor dem Delta ein: die ursprünglich auf der „East Indies Station“ eingesetzte Dartmouth und die wie die Chatham aus dem Mittelmeer kommende Weymouth. Die drei Kreuzer blockierten das Delta ohne zu wissen, dass die Königsberg wegen fehlender Maschinenteile nicht einsatzbereit war. Nach dem 1. November 1914 begannen die britischen Kreuzer, die Königsberg und die Somali im Delta unter Beschuss zu nehmen. Die Chatham schoss auf sehr großer Distanz, ohne die Königsberg direkt zu treffen, die sich weiter in das Delta zurückzog. Allerdings traf sie die näher am Meer liegende Somali und setzte sie durch einen Treffer in der Kohlenladung in Brand, den die Deutschen nicht löschen konnten. Die Somali glühte völlig aus.

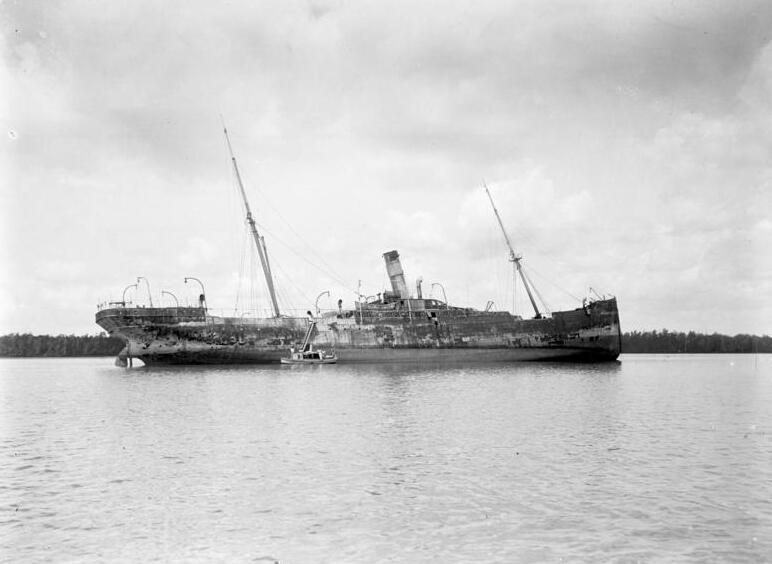
Wrack der Somali

Die Briten versenkten den Dampfer Newbridge als Blockschiff in einer der Mündungen und täuschten vor, Minen in anderen Armen gelegt zu haben. Am 19. November wurde erstmals ein Flugzeug zur Aufklärung der Position der Königsberg eingesetzt. Bis zu deren Versenkung kamen nach und nach zehn Maschinen zum Einsatz, von denen sechs verlorengingen.
Nach dem Jahreswechsel übergab der Kommandant die Leitung der Blockade an den Kommandanten der Weymouth und ging mit seinem Schiff nach Bombay, um dringende Reparaturen und Überholungen durchzuführen.  Anfang März kehrte sie für zwei Wochen nochmal zum Rufiji zurück, bevor sie am 16. März zu den Dardanellen befohlen wurde. Auch war die Periode besonders hoher Hochwasser zu Ende, die vielleicht der Königsberg den Versuch eines Ausbruchs erleichtert hätte. Am Rufiji-Delta war inzwischen das Linienschiff Goliath mit dem Befehlshaber des Kapgeschwaders, Sir Herbert Goodenough King-Hall, am 7. März eingetroffen, das aber auch noch im März zu den Dardanellen abberufen wurde, wo sie im Mai versenkt wurde.

### Einsatz vor den Dardanellen
Im Mai 1915 kehrte die Chatham ins Mittelmeer zurück, um vor den Dardanellen zu operieren und die Landungen auf Gallipoli zu unterstützen.  Bei der Landung in der Suvla Bay war sie das Flaggschiff des Konteradmirals John de Robeck (1862–1928, 1925 Admiral of the Fleet), der die Landungsflotte befehligte. Die Chatham blieb bis zur Räumung Gallipolis im Januar 1916 vor der Halbinsel im Einsatz und gab Artillerieunterstützung.

### Bei der Grand Fleet
1916 kehrte das Schiff nach Großbritannien zurück und kam als Flaggschiff zur „3rd Light Cruiser Squadron“ der Grand Fleet.  Am 26. Mai 1916 lief die Chatham vor der Küste Norfolks auf eine Mine. Mit dem Heck voran musste sie nach Chatham eingeschleppt werden und fiel wegen der notwendigen Reparaturen für die Skagerrakschlacht aus. Beim Flottenvorstoß am 19. August, bei dem es zu keinem Gefecht kam, war sie wieder im Einsatz, der jedoch abgebrochen wurde, nachdem das deutsche U-Boot U 52 die Nottingham 190 km südöstlich des Firth of Forth versenkt hatte. Auf dem Rückmarsch wurde das Flaggschiff der „3rd Light Cruiser Squadron“, die Falmouth durch U 66 torpediert und dann vor Flamborough Head durch ein weiteres U-Boot, U 63, versenkt. Die Chatham unterstützte den sinkenden Kreuzer und übernahm wieder die Flaggschiffaufgaben. Im Oktober und Dezember 1917 war sie an zwei erfolglosen Suchfahrten der „3rd Light Cruiser Squadron“ nach den Angreifern auf zwei Skandinavien-Konvois beteiligt. Zur Zeit der Übergabe der deutschen Flotte war sie noch Flaggschiff der 3rd Light Cruiser Squadron unter Konteradmiral Allen Thomas Hunt. 1919 wurde die Chatham außer Dienst gestellt und der „Nore Reserve“ zugeteilt.

## Nachkriegseinsatz
Nach dem Naval Defence Act von 1913 planten Australien und Neuseeland den Aufbau eigener Marinen. Während Australien dies gleich umsetzte und Schwesterschiffe der Chatham bauen ließ, kaufte Neuseeland den Schlachtkreuzer New Zealand und bildete seit 1914 Seeleute für einen Kriegsfall auf dem alten Kreuzer Philomel aus.
1919 entschied sich die neuseeländische Regierung, beraten durch den neuen Generalgouverneur, Admiral of the Fleet Lord Jellicoe, eine „New Zealand Division“ der Royal Navy zu unterhalten. Als Flaggschiff sollte ein Leichter Kreuzer dienen. Das britische Mutterland bot die Canterbury  und die Chatham an. Die Neuseeländer entschieden sich wegen des Kohlenantriebs für die Chatham, da für die mit Öl betriebene Canterbury erst Vorratstanks zu errichten gewesen wären. Eine eigenständige New Zealand Navy entstand erst 1941.
So wurde die Chatham ab August 1920 in Chatham gründlich überholt und am 11. September 1920 für die neue „New Zealand Division“ der Royal Navy in Dienst gestellt. Ende des Jahres begann die Chatham unter Commander Alan Geoffrey Hotham ihre Ausreise durch den Panamakanal. Sie besuchte noch San Diego, Acapulco und Honolulu. Die Querung der langen Pazifikstrecke nach Neuseeland war überaus anstrengend für die Besatzung, da sie aus Kosten- und Versorgungsgründen in der verbrauchsgünstigsten Geschwindigkeit von rund sechs Knoten zurückgelegt werden musste.

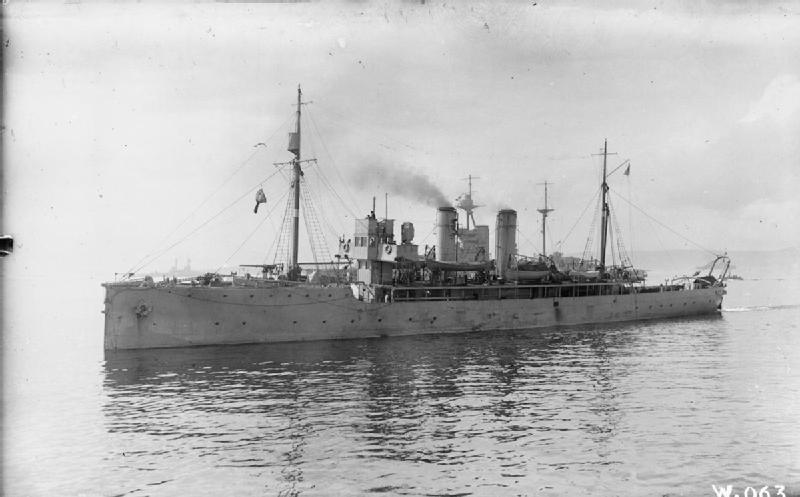
Acacia-Sloop

Am 26. Januar 1921 erreichte sie schließlich Auckland und ihren neuen Liegeplatz an der Sheerlegs Wharf. Dort wurde das Schiff vom Generalgouverneur Lord Jellicoe und dem neuseeländischen Premierminister William Massey empfangen. Massey brachte in seiner Begrüßungsrede zum Ausdruck, er hoffe, viele Teile der Besatzung würden in Neuseeland ihr Zuhause finden, was in der Folgezeit tatsächlich eintraf. Im Februar begann die Chatham eine Tour zu allen Häfen der Nord- und der Südinsel, um der Bevölkerung ihre neue Marine zu zeigen. Im Juli 1921 folgte die erste Pazifikreise. 1922 traten mit den beiden Minensucher-Sloops der Flower-Klasse vom Untertyp Acacia, Veronica und Laburnum, weitere Schiffe zur „New Zealand Division“. Im Mai 1924 wurde die Chatham von der Dunedin abgelöst, wobei ein großer Teil der Besatzung auf das neue Schiff wechselte.
Die Chatham verließ Auckland am 27. Mai 1924, kehrte in den normalen Dienst der Royal Navy zurück, blieb aber im Osten als Flaggschiff der „4th Light Cruiser Squadron“ auf der East Indies Station, wo sie ihr Schwesterschiff Southampton ablöste. Im November 1925 wurde sie dann in Devonport außer Dienst gestellt und am 13. Juli 1926 an die Firma Ward zum Abbruch in Pembroke Dock verkauft.